# گامبارا
گامبارا (به ایتالیایی: Gambara) یک کومونه در ایتالیا است که در استان برشا واقع شده‌است.

## خصوصیات
گامبارا ۳۱ کیلومترمربع مساحت و ۴٬۸۰۱ نفر جمعیت دارد و ۵۱ متر بالاتر از سطح دریا واقع شده‌است.